# Thẩm Thúy Hằng
Thẩm Thúy Hằng, née Nguyễn Kim Phụng le 6 octobre 1939 à Haïphong (Indochine française) et morte le 6 septembre 2022 dans le 7e arrondissement de Hô Chi Minh-Ville, est une actrice vietnamienne. Dans les années 1950 et 1960, elle était une vedette du monde du cinéma sud-vietnamien. Elle a joué dans de nombreux films, dont certains ont été coproduits avec des sociétés américaines, philippines, thaïlandaises, hongkongaises, taïwanaises et japonaises.

## Biographie
Thẩm Thúy Hằng est née sous le nom de Nguyễn Kim Phụng et son nom chrétien est Jeane,,. Elle est née à Haïphong, mais sa famille a ensuite déménagé dans le sud et s'est installée dans la province d'An Giang,. Son père était un fonctionnaire du gouvernement de l'« État du Viêt Nam » et est décédé alors qu'elle n'avait que 13 ans. Pendant son enfance, elle a fréquenté l'école primaire Huỳnh Văn Nhứt. Par la suite, elle a déménagé à Saïgon pour vivre avec sa sœur et est allée au collège Huỳnh Thị Ngà jusqu'à la 9e année scolaire.
Enfant, elle fréquente l'école Huynh Van Nhut à Long Xuyên. Après avoir terminé l'école primaire, Kim Phung est allée à Saïgon pour vivre avec sa sœur qui a fréquenté l'école secondaire Huynh Thi Nga, Tan Dinh (1er arrondissement de Hô Chi Minh-Ville). Lorsque Kim Phung avait 16 ans, en quatrième année (9e année dans le système éducatif vietnamien actuel), elle était connue comme une beauté parmi les étudiants. Après avoir terminé sa quatrième année d'études, à l'âge de 16 ans, elle a secrètement participé au concours d'actrice de cinéma du studio de cinéma My Van et a remporté le premier prix après avoir dépassé 2 000 autres candidats. Elle a reçu une bourse pour étudier le théâtre à Hong Kong.
Le premier rôle de Hằng au cinéma est celui de Tam Nuong dans Người đẹp Bình Dương (vi), réalisé par Năm Châu (vi) en 1958. Elle partage l'affiche avec l'acteur Nguyễn Đình Dần. Le film a été un succès qui a apporté à Hằng une renommée instantanée auprès du public, non seulement pour sa beauté mais aussi pour sa brillante interprétation. Par la suite, elle n'a cessé d'apparaître dans de nombreux films et a battu le record de l'« actrice ayant joué dans le plus grand nombre de films » au cours des années 1950 et 1960.
En 1969, Hằng fonde sa propre société de production, qui deviendra plus tard Vilifilms picture à Saigon. Le premier projet de la société est Chiều kỷ niệm (litt. « Après-midi de souvenirs »), réalisé par Lê Mộng Hoàng et mettant en scène Năm Châu, Kim Cúc, Phùng Há, Thanh Tú, Huy Cường, Việt Hùng, Ngọc Nuôi et d'autres acteurs professionnels. Le film a été plébiscité par le public et la critique et le nom de Hằng est redevenu très important dans le monde du cinéma sud-vietnamien. Elle a ensuite joué dans d'autres films à succès tels que Nàng et Ngậm ngùi. Elle a participé à un grand nombre de festivals du cinéma dans toute l'Asie.
Elle est décédée à son domicile le 6 septembre 2022, à l'âge de 82 ans,,,.

## Filmographie

### Sud-Viêt Nam (avant 1975)
- 1958 : Người đẹp Bình Dương (vi)[c] de Năm Châu (vi)
- 1960 : Áo dòng đẫm máu
- 1960 : Tấm Cám (vi)
- 1960 : Sự tích trầu cau (vi)
- 1960 : Bạch Viên - Tôn Các
- 1960 : Nửa hồn thương đau (vi)
- 1960 : Đôi mắt huyền (Thuyền ra cửa biển)
- 1960 : Đò chiều
- 1961 : Oan ơi ông Địa
- 1963 : Ngưu Lang - Chức Nữ (vi)
- 1963 : Trà hoa nữ
- 1963 : Tơ tình
- 1963 : Dang dở (vi)
- 1964 : Bóng người đi
- 1967 : Sài Gòn vô chiến sự (Saigon Out of War)[16]
- 1969 : Chiều kỉ niệm
- 1970 : Nàng de Lê Mộng Hoàng
- 1970 : Từ Sài Gòn đến Điện Biên Phủ (en) de Lê Mộng Hoàng
- 1970 : Người về từ đỉnh núi
- 1971 : Như hạt mưa sa (vi) de Bùi Sơn Duân
- 1971 : Chân trời tím (vi) de Lê Hoàng Hoa
- 1972 : Sóng tình (vi) de Đinh Xuân Hòa et Yu Yong Shin
- 1973 : Tứ quái Sài Gòn (vi) de La Thoại Tân (vi) et Nguyễn Đức Quỳnh Kỳ
- 1973 : Điệp vụ tìm vàng
- 1973 : Ngậm ngùi
- 1973 : Mười năm giông tố
- 1974 : Năm vua hề về làng
- 1974 : Xin đừng bỏ em (vi) de Lê Hoàng Hoa
- 1974 : Hòn vọng phu
- 1975 : Chàng ngốc gặp hên
- 1975 : Giỡn mặt tử thần

### Viêt Nam réunifié (depuis 1975)
- Như thế là tội ác
- Hồ sơ một đám cưới
- Đám cưới chạy tang
- 1980 : Ngọn lửa Krông Jung (vi) de Lê Hoàng Hoa
- 1980 : Nơi gặp gỡ của tình yêu
- 1981 : Cho cả ngày mai

## Distinctions
- 1964 : Titre de Miss Asie Photogénique
- 1972-1974 : Actrice asiatique émérite au Festival du film de Taipei, Reine asiatique au Festival du film asiatique organisé à Hong Kong et à Taiwan.
- 1973 : Prix Kim Khanh (National Post-Photo)
- 1982 : Prix de l'actrice la plus sympathique au Festival du film de Moscou et Tasken en Union soviétique.